# Sulzer Siedlung
Sulzer Siedlung, Erfurt-Sulzer Siedlung – dzielnica miasta Erfurt w Niemczech, w kraju związkowym Turyngia.